# Naisten II-divisioona 2019
La Naisten II-divisioona 2019 è la 4ª edizione del campionato di football americano di terzo livello femminile, organizzato dalla SAJL.

## Squadre partecipanti
| Club             | Città    | Stadio | Sponsor ufficiale | Risultato nella stagione 2018 |
| ---------------- | -------- | ------ | ----------------- | ----------------------------- |
| Hyvinkää Falcons | Hyvinkää |        |                   |                               |
| Joensuu Wolves   | Joensuu  |        |                   |                               |
| Lahti Panthers   | Lahti    |        |                   |                               |
| Lohja Lionesses  | Lohja    |        |                   |                               |

## Stagione regolare

### Calendario

#### 1ª giornata
| Joensuu 19 maggio 2019, ore 13:00 | Joensuu Wolves | 50 – 16 | Hyvinkää Falcons | Mehtimäen tekonurmi |

#### 2ª giornata
| Joensuu 26 maggio 2019, ore 13:00 | Joensuu Wolves | 66 – 0 | Lahti Panthers | Mehtimäen tekonurmi |

#### 3ª giornata
| Lohja 7 giugno 2019, ore 19:00 | Lohja Lionesses | 58 – 0 | Lahti Panthers | Harjun kenttä |

#### 4ª giornata
| Hyvinkää 13 giugno 2019, ore 18:00 | Hyvinkää Falcons | 28 – 30 | Lohja Lionesses | Kankurin liikuntapuisto |

#### 5ª giornata
| Lahti 27 giugno 2019, ore 18:30 | Lahti Panthers | 0 – 46 | Hyvinkää Falcons | Kisapuiston tekonurmi |

| Lohja 30 giugno 2019, ore 14:00 | Lohja Lionesses | 44 – 28 | Joensuu Wolves | Virkkalan kenttä |

### Classifica
La classifica della regular season è la seguente:
- PCT = percentuale di vittorie, G = partite giocate, V = partite vinte, P = partite perse, PF = punti fatti, PS = punti subiti

| Pos. | Squadra          | PCT   | G | V | N | P | PF  | PS  |
| ---- | ---------------- | ----- | - | - | - | - | --- | --- |
| 1    | Lohja Lionesses  | 1.000 | 3 | 3 | 0 | 0 | 132 | 56  |
| 2    | Joensuu Wolves   | .667  | 3 | 2 | 0 | 1 | 144 | 60  |
| 3    | Hyvinkää Falcons | .333  | 3 | 1 | 0 | 2 | 90  | 80  |
| 4    | Lahti Panthers   | .000  | 3 | 0 | 0 | 3 | 0   | 170 |

## Playoff

### Tabellone
|  | Semifinali | Semifinali       | Semifinali |                  |    | IV Finale Naisten II-divisioona | IV Finale Naisten II-divisioona | IV Finale Naisten II-divisioona |  |
|  |            |                  |            |                  |    |                                 |                                 |                                 |  |
|  |            |                  |            |                  |    | 1                               | Lohja Lionesses                 | 44                              |  |
|  |            |                  |            |                  |    | 1                               | Lohja Lionesses                 | 44                              |  |
|  |            |                  |            | Hyvinkää Falcons | 24 |                                 |                                 |                                 |  |
|  | 2          | Joensuu Wolves   | 28         | Hyvinkää Falcons | 24 |                                 |                                 |                                 |  |
|  | 2          | Joensuu Wolves   | 28         |                  |    |                                 |                                 |                                 |  |
|  | 3          | Hyvinkää Falcons | 68         |                  |    |                                 |                                 |                                 |  |

### Semifinale
| Joensuu 7 luglio 2019, ore 16:00 | Joensuu Wolves | 28 – 68 | Hyvinkää Falcons | Mehtimäen tekonurmi |

### IV Finale Naisten II-divisioona
| Lohja 20 luglio 2019, ore 14:00 | Lohja Lionesses | 44 – 24 | Hyvinkää Falcons | Virkkalan urheilukenttä |

## Verdetti
- Lohja Lionesses Vincitrici della Naisten II-divisioona 2019